# Колумбия (река)
Вижте пояснителната страница за други значения на Колумбия.
Колумбия (на английски: Columbia River) е река в западната част на Северна Америка.
Дължината ѝ от 1953 км ѝ отрежда 5-о място в Канада и 7-о в САЩ. Дължината ѝ на територията на Канада е 801 км, като протича през провинция Британска Колумбия, а останалите 1152 км преминават по територията на щатите Вашингтон и Орегон в САЩ. Реката е втора по пълноводие в САЩ след Мисисипи, 4 пъти по-пълноводна от Колорадо, 15 пъти от Сакраменто и 100 пъти по-пълноводна от Рио Гранде.

## Географска характеристика

### Извор, течение, устие
Колумбия води началото си в канадската провинция Британска Колумбия, в Скалистите планини, в място, известно като „Долината на хилядите върхове“. Тя изтича от северния ъгъл (50°17′35″ с. ш. 115°51′28″ з. д. / 50.293056° с. ш. 115.857778° з. д.) на езерото Колумбия на височина 820 м. В своите първи 320 км реката тече в северозападна посока през езерото Уиндърмир и язовира (езеро) Кинбаскет. На 52°07′ с. ш. 118°28′ з. д. / 52.116667° с. ш. 118.466667° з. д., реката заобикаля северните разклонения на планината Селкирк, рязко завива на юг и тече през т.нар. регион Биг Бенд, преминавайки през езерата Ревелсток и Ъпър Ароу. При град Касългар приема от ляво големия си приток река Кутеней и на 17 км южно от град Трейл, при устието на левия ѝ приток река Панд Орей, напуска територията на Канада и навлиза в щата Вашитгтон на САЩ.
По-нататък реката тече най-напред в южна посока, след това при устието на левия ѝ приток река Спокейн завива на запад, след устието на десния ѝ приток Оканоган на юг, а при вливането на река Уенатчи – на югоизток. В тези изброени участъци реката тече през дълбоки каньони, проломи и дефилета, пресичайки Колумбийското плато. След устието на най-големия си приток река Снейк (ляв), реката рязко завива на запад, служейки за граница между щатите Вашитгтон и Орегон (497 км), пресича Каскадните планини и се влива чрез широк 5 – 10 км и дълъг около 50 км естуар в Тихия океан на 46°14′39″ с. ш. 124°03′29″ з. д. / 46.244167° с. ш. 124.058056° з. д..

### Водосборен басейн, притоци
Площта на водосборния басейн на реката е 671 300 km2, от които 102 800 km2 са в Канада, а 568 500 km2 в САЩ. Басейнът включва югоизточната част на провинция Британска Колумбия, значителна част от щатите Вашингтон и Орегон, почти цялата територия на щата Айдахо и малки части от щатите Монтана (щат), Уайоминг, Юта и Невада. Площта на басейна на реката е по-голяма от територията на Франция. Голяма част от водосборния басейн на Колумбия се простира в Колумбийското плато между Скалистите планини на изток и Каскадните планини на запад. На територията на водосборния басейн се намира американският национален парк Гранд Титон, части от националните паркове Йелоустоун, Глейшър, Маунт Рейниър и Норт Каскейдс, а на канадска територия – националните паркове Кутеней, Йохо, Глейшър и Маунт Ревелсток.
По данни за 2000 г. в басейна на Колумбия живеят около 6 млн. души, от тях около 2,4 млн. в Орегон; 1,7 млн. във Вашитгтон; 1 млн. – в Айдахо; 0,5 млн. – в Британска Колумбия. Надморската височина на водосборния басейн се изменя от 4392 m при връх Маунт Рейниър до 0 m при Тихия океан. Разнообразният релеф и географската ширина предполагат и големи различия в климата. За високопланинските райони са характерни студена зима и прохладно лято, а за вътрешните райони (Колумбийското плато) – значителни температурни амплитуди и продължителни засушавания. Средногодишното количество на валежите се изменя от над 2500 mm в Каскадните планини, до под 200 mm в някои вътрешни райони. По-голямата част от водосборния басейн на реката получава под 300 mm валежи годишно.
Водосборният басейн на Колумбия граничи с няколко други големи водосборни басейни на американски реки. На изток, по т.нар. Американски континентален вододел, преминава границата с водосборния басейн на реките Мисури и Мисисипи, течащи към Мексиканския залив. На североизток, също по континенталния вододел – с водосборния басейн на реките Нелсън – Саскачеван – Саут Саскачеван – Норт Саскачеван, течащи в Хъдсъновия залив. На север басейнът на Колумбия граничи с басейна на реките Атабаска – Робска река – Маккензи, вливащи своите води в Северния ледовит океан, а на северозапад – с водосбора на река Фрейзър, вливаща се в Тихия океан. На югоизток е границата с водосборния басейн на реките Уинд Ривър – Колорадо, течащи към Калифорнийския залив на Тихия океан. На юг водосборният басейн на Колумбия има граница с огромна безотточна област, известна като Голям басейн, а на югозапад – с няколко по-малки водосборни басейна, най-значителен от които е на река Кламат.
В река Колумбия се вливат над 60 значителни реки, като най-дълга, най-пълноводна и с най-голям водосборен басейн (41,5% от целия водосборен басейн на Колумбия) е река Снейк.
| Река              | Дължина км | Площ на водосборния басейн км2 | Дебит (устие) м3 |
| ----------------- | ---------- | ------------------------------ | ---------------- |
| Снейк (ляв)       | 1735       | 278 450                        | 1550             |
| Кутни (ляв)       | 781        | 50 298                         | 782              |
| Панд Орей (ляв)   | 703        | 66 900                         | 820              |
| Джон Дей (ляв)    | 452        | 20 720                         | 58               |
| Дъшутс (ляв)      | 406        | 27 200                         | 200              |
| Якима (десен)     | 344        | 15 928                         | 99               |
| Кетъл (десен)     | 336        | 10 878                         | 82               |
| Оканоган (десен)  | 314        | 21 238                         | 86               |
| Уиламет (ляв)     | 301        | 29 730                         | 900              |
| Спокейн (ляв)     | 179        | 15 590                         | 225              |
| Каулиц (десен)    | 169        | 6698                           | 258              |
| Люис (десен)      | 153        | 2709                           | 173              |
| Санпол (десен)    | 113        | 2541                           | —                |
| Уеначи (десен)    | 85         | 3452                           | 91               |
| Инкомаплукс (ляв) | –          | 1020                           | 56               |
| Кану (десен)      | –          | –                              | 15               |

### Хидроложки показатели
Многогодишният среден дебит в устието на реката е 7730 m3/s, който прави река Колумбия 4-тата река в САЩ по този показател и най-многоводната северноамериканска река, вливаща се в Тихия океан. Максималният отток на реката е регистриран в град Далз (на 310 km от устието на реката) през юни 1894 г. – 35 100 m3/s, а минималния – в същия град на 16 април 1968 г. – 340 m3/s. Пълноводието на реката е през пролетно-летния сезон (май – юли), а маловодието – през зимата (януари – февруари).

## Селища и икономическо значение

### Селища
По цялото протежение на реката от близо 2000 километра има множество населени места, но най-вече те са разположени около долното ѝ течение. Поради обстоятелството, че повече от 2/3 от течението на реката преминава през дълбоко врязани долини, каньони, ждрела и дефилета по средното (в САЩ) и горното течение (в Канада) населените места там са на рядко и сравнително малки по население.
По-големите селища в Канада са (в скобите – население):
Инвърмер (3002), Голдън (3700), Ревелсток (7139), Накусп (1569), Касългар (7816, най-големият канадски град по течението на реката) и Трейл (7681).
По-големите селища в САЩ са (в скобите – население):
- щат Вашингтон – Гранд Кули (897), Уеначи (32 373), Ричланд (48 058), Кениуик (73 917), Паскоу (63 186), Ванкувър (164 759, най-големия град по течението на реката в щата Вашингтон) и Лонгвю (36 648).
- щат Орегон – Далз (12 314), Портланд (593 820, най-големия град по цялото течение на реката), Сейнт Хелънс (12 833) и Астория (9477).

### Корабоплаване
Откривателят на устието на реката, американският мореплавател Робърт Грей през 1792 г. доказва, че реката е плавателна за морски кораби. Корабоплаването по реката започва официално през 1836 г., когато параходът „Beaver“ се изкачва нагоре по реката до днешния град Портланд. След 1850 г. започва масово корабоплаване по реката, което дава мощен тласък за икономическото развитие на региона. Поради изобилието на теснини и прагове дълго време корабоплаването се извършва на отделни участъци от реката, докато не са построени обходни канали, които заобикалят плитчините и праговете. След построяването на тези съоръжения големи морски кораби се изкачват до Портланд, а плиткогазещи речни кораби на 450 км нагоре от устието на реката. По река Снейк корабоплаването също е възможно за малки плавателни съдове до град Луистън в щата Айдахо.
Един от главните товари, превозван по реката, е пшеницата, отглеждана на големи площи в басейна на реката и предназначена главно за износ. Около 40% от изнасяната от САЩ пшеница се транспортира по течението на реката.

### Хидротехнически и иригационни съоръжения
Както бе споменато по-горе повече от 2/3 от течението на река Колумбия преминава през теснини, дефилета и каньони (средният пад на водата е 40,9 см/км), които предлагат идеални условия за строителство на хидротехнически и иригационни съоръжения.
Първото хидротехническо съоръжение, построено на реката, е в каньона Гранд Кули в началото на XX в., което позволява напояването на около 2400 км2 земеделски земи. През 1909 г. между САЩ и Канада е подписан договор за съвместно използване на граничните реки между двете страни и се започва енергично изследване и проучване на условията за построяване на големи хидротехнически съоръжения. Проучвателните дейности продължават доста години и чак след Втората световна война, след катастрофалните наводнения, които предизвиква реката в щатите Вашитгтон и Орегон, се пристъпва към изграждането на проектираните язовири и хидротехнически съоръжения.
По течението на реката има 14 преградни стени (3 в Канада и 11 в САЩ), обезпечаващи производството на евтина електроенергия, улесняване на корабоплаването и напояването за големи площи около реката. На най-големите от тях са построени мощни ВЕЦ – Джон Дей (мощност 2700 Мвт), Гранд Кули (2300 Мвт), Чиф Джозеф (1728 Мвт), Далз (1716 Мвт), Макнери (1400 Мвт) и др. Договорът, подписан през 1960-те години между Канада и САЩ за съвместно използване на хидроенергийните ресурси на реката, предполага строителството на още три язовира в горното течение, на канадска територия, които вече са построени и язовира Кукануса, на границата между двете държави, по течението на река Кутеней, който също е в експлоатация.

## Откриване и изследване на реката

### Откриване устието на реката 1775 и 1792 г.
През 1775 г. испанска правителствена морска експедиция с три кораба е натоварена с мисията да изследва западните брегове на Северна Америка и да осъществи връзка с руските заселници в Аляска. Моряците от един от трите кораба, командван от Бруно де Есета на 46° с.ш. забелязват силно течение от към сушата и голямо количество мътна вода и Есета записва в корабния дневник, че на това място вероятно се влива голяма река. Вероятно испанците или не обръщат внимание на голямото откритие, или го засекретяват дълбоко, така че устието на река Колумбия е необходимо да бъде открито вторично.
Същата история се повтаря и 17 години по-късно през април 1792 г., когато известният английски мореплавател Джордж Ванкувър, изследвайки западното крайбрежие на континента забелязва бяла линия от скали и прибой, но също не обръща особено внимание на това явление. Няколко дни по-късно в края на април, Ванкувър се среща с американския морски капитан Робърт Грей, който твърди че на същото място е открил устието на голяма река и 9 дни се е опитвал безуспешно да навлезе в нея. На 12 май 1792 г. Грей се завръща отново до устието на реката, изкачва се на 21 км нагоре по нея, на 18 май тържествено обявява новооткритата река и земите около нея за американско владение и назова реката по името на своя кораб Колумбия. През октомври същата година Ванкувър, притеснен от откритието на американците, изпраща най-добрия си офицер Уилям Робърт Броутън да провери откритието на Грей. Броутън се изкачва на 160 км нагоре по реката до устието на река Сънди и формално обявява реката и районите около нея за британско владение.

### Експедиция на Луис и Кларк и откриване на долното течение на реката, 1805 г.
Във връзка с това че река Колумбия се намира на една и съща географска ширина с река Мисури, предположението за връзка между тях остава доста време популярно. На британска карта от 1798 г. тази връзка е била показана с пунктирна линия. За установяването на истината през 1803 г. двамата американски изследователи Мериуедър Луис и Уилям Кларк предприемат поход на запад от устието на Мисури. Те преодоляват Скалистите планини, спускат се по река Снейк и на 16 октомври 1805 г. достигат до река Колумбия и по нея на 15 ноември 1805 г. – Тихия океан. В устието на реката смелите пътешественици построяват форт Клатсън, в който зимуват, след което през септември 1806 г. се завръщат в устието на Мисури. По този начин Луис и Кларк стават откриватели на долното течение на голямата река, но течението нагоре от устието на река Снейк е неизвестно.

### Откриване и изследване
С откриването на средното и горно течение на реката се заема през 1807 г. Дейвид Томпсън, служител геодезист в „Северозападната компания“, занимаваща се с търговия на ценни животински кожи. През пролетта на 1807 г. Томпсън пресича в западно направление Скалистите планини и на 51° 30′ с.ш. достига до голяма река, течаща на северозапад. Естествено Томпсън в този момент не си и представя, че пред него е река Колумбия. Той се изкачва почти до извора на реката (езерото Колумбия и зимува в изворите на съседната река Кутеней.
На другата година Томпсън се заема да разреши проблема дали река Кутеней не е горното течение на Колумбия. Той проследява цялото течение на Кутеней на юг приблизително на 300 км, където реката завива на запад, а след това на северозапад, достигайки до езерото Кутеней и се отказва от по-нататъшно търсене.
През есента на 1808 г. Томпсън отново се връща към горното течение на река Кутеней, където зимува, и решава през пролетта на 1809 г. да търси загадъчната Колумбия в планините, южно от района, където река Кутеней завива на север. На 48-ия паралел Томпсън открива езерото Панд Орей, от което на запад изтича река, която много скоро поема на север и Томпсън отново отстъпва. Презимува около езерото и през лятото на 1810 г. блуждае в този район в напразно търсене на Колумбия.
Обезкуражен от пълната неудача през зимата на 1810 – 1811 г., Томпсън решава да се завърне в Централна Канада, но преди това предприема изследване на части от Скалистите планини. По време на своите скитания той отново достига до неизвестната река, течаща на северозапад, но тук той установява, че след като приеме от дясно притока си река Кану, реката рязко завива на юг, заобикаляйки от север и запад планината Селкирк.
След направеното откритие Томпсън вече е сигурен, че това е „неуловимата“ Колумбия, но по съвет на своите спътници индианци не тръгва на юг по нея през зимата, а се изкачва до изворите на река Кутеней и след това по известния му вече път достига до езерото Панд Орей. Оттам приблизително по 48° с.ш. се насочва на запад, където мощната вече река Колумбия образува страшните прагове Гранд Кули, спуска се по нея и на 16 юли 1811 г. достига до селището (фактория) Астория, построено няколко години по-рано от американски търговци на ценни кожи.
От устието на Колумбия Томпсън и неговите спътници се завръщат на коне до праговете Гранд Кули. Той се изкачва по Колумбия до устието на река Кану, като по този начин открива и картира над 1500 км от неизвестното дотогава средно и горно течение на голямата река.